# Lingue Tebu
Il gruppo delle lingue tebu è una piccola famiglia linguistica, formata da due lingue sahariane appartenenti al ramo occidentale, parlate nella zona compresa tra il Ciad, la Libia, il Sudan ed il Niger, dai due gruppi che formano il popolo Tebu (o Tubu): i Daza ed i Teda.
Le lingue tebu sono prevalentemente parlate nel Ciad e nella Libia meridionale da circa 423.000 persone. Rispettivamente circa 381.000 daza e 42.500 teda.
I dialetti parlati in Ciad e Niger risentono dell'influenza del francese, mentre quelli parlati in Libia e Sudan dell'arabo.

## Classificazione
Secondo ethnologue 18ª edizione, l'albero delle lingue è il seguente:

[tra parentesi il Codice linguistico ISO 639-3.]
- Lingue nilo-sahariane
  - Lingue sahariane occidentali
    - Lingue kanuri
    - Lingue Tebu
      - Lingua Dazaga [dzg]
      - Lingua Tedaga [tug]

## Lingue
Entrambe le lingue vengono trascritte utilizzando l'alfabeto latino.

### Lingua Dazaga
La lingua Dazaga (anche nota come Daza, Dasa, Dazza, Dassa, o anche con un esonimo arabo, come Gouran, Gorane, Goran, Gourane ) è la lingua parlata dai Daza, che vivono in Ciad (soprattutto) ed in Niger, si stima che i locutori della lingua siano circa 381.000.
Esiste un dialetto, l'Azzaga che viene parlato dalla casta degli Azza e che si differenzia dal dazaga standard, anche se in ogni località si può dire che esiste un proprio dialetto.
Le tavole seguenti contengono parole dal dialetto Daza parlato ad Omdurman in Sudan.

#### Numeri
| Italiano | Dazaga       | Italiano    | Dazaga          |
| -------- | ------------ | ----------- | --------------- |
| Uno      | Tron         | Undici      | Murdai sa Tron  |
| Due      | Jow          | Dodici      | Murdai sa Jow   |
| Tre      | Aguzo        | Tredici     | Murdai sa Aguzo |
| Quattro  | Twzo         | Quattordici | Murdai sa Twzo  |
| Cinque   | Foo          | Quindici    | Murdai sa Foo   |
| Sei      | Disi         | Sedici      | Murdai sa Disi  |
| Sette    | Troso        | Diciassette | Murdai sa Troso |
| Otto     | Woso         | Diciotto    | Murdai sa Woso  |
| Nove     | Yisi         | Diciannove  | Murdai sa Yisi  |
| Dieci    | Murdum       | Venti       | Digiram         |
| Trenta   | Murtta Aguzo | Cinquanta   | Murtta Foo      |
| Quaranta | Murtta Twzo  | Cento       | Kidri           |

#### Parole e frasi elementari
| Italiano | Dazaga   | Italiano         | Dazaga                |
| -------- | -------- | ---------------- | --------------------- |
| Uomo     | Anji     | Buon Giorno      | Wasa Nisira           |
| Donna    | Ari      | Buona Notte      | Kalar Dizoo           |
| Famiglia | Ama Yaga | Grazie           | Shukran Num           |
| fratello | Dagi     | Il mio nome è... | Tan Sortango          |
| Sorella  | Duroo    | Come ti chiami?  | Sornuma Jaa?          |
| Padre    | Abaa     | Come va?         | Inta wWsura?          |
| Madre    | Ayi      | Sto bene         | Kala Layy or Tan Wasu |
| Amico    | Laa      | Prego            | Alano                 |
| Vita     | Dina     | Nazione          | Ni                    |
| Morte    | Nusw     | Religione        | Din                   |

### Lingua Tedaga
La lingua Tedaga (anche nota come Teda, Toda, Todaga, Todga, Tuda, Tudaga) è la lingua parlata dai Teda, che vivono tra il sud della Libia, il nord del Ciad ed il Niger orientale. Si stima che i locutori siano circa 42.500, di cui 28.500 in Ciad.